# Iglesia de Østerlars

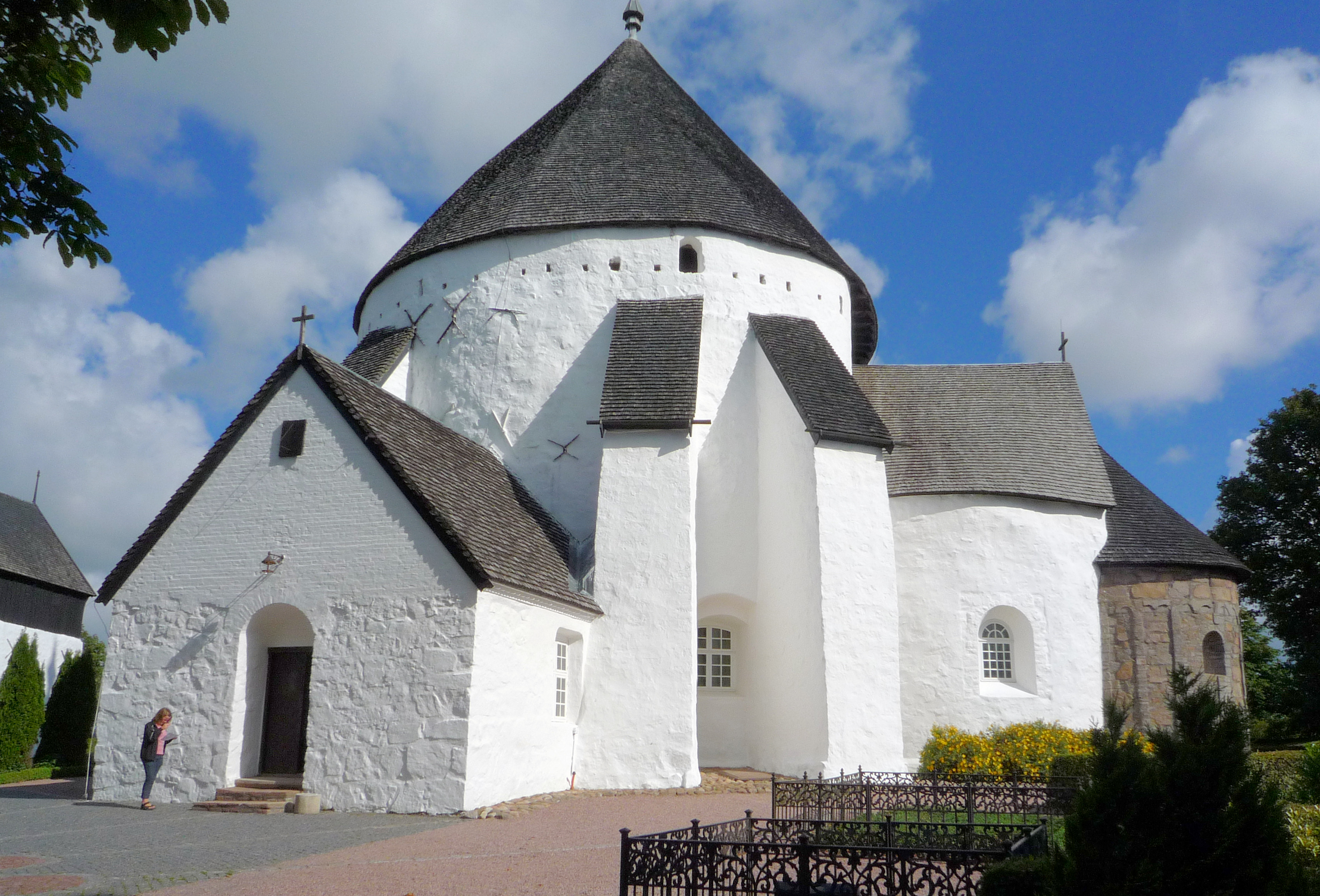
Iglesia de Østerlars

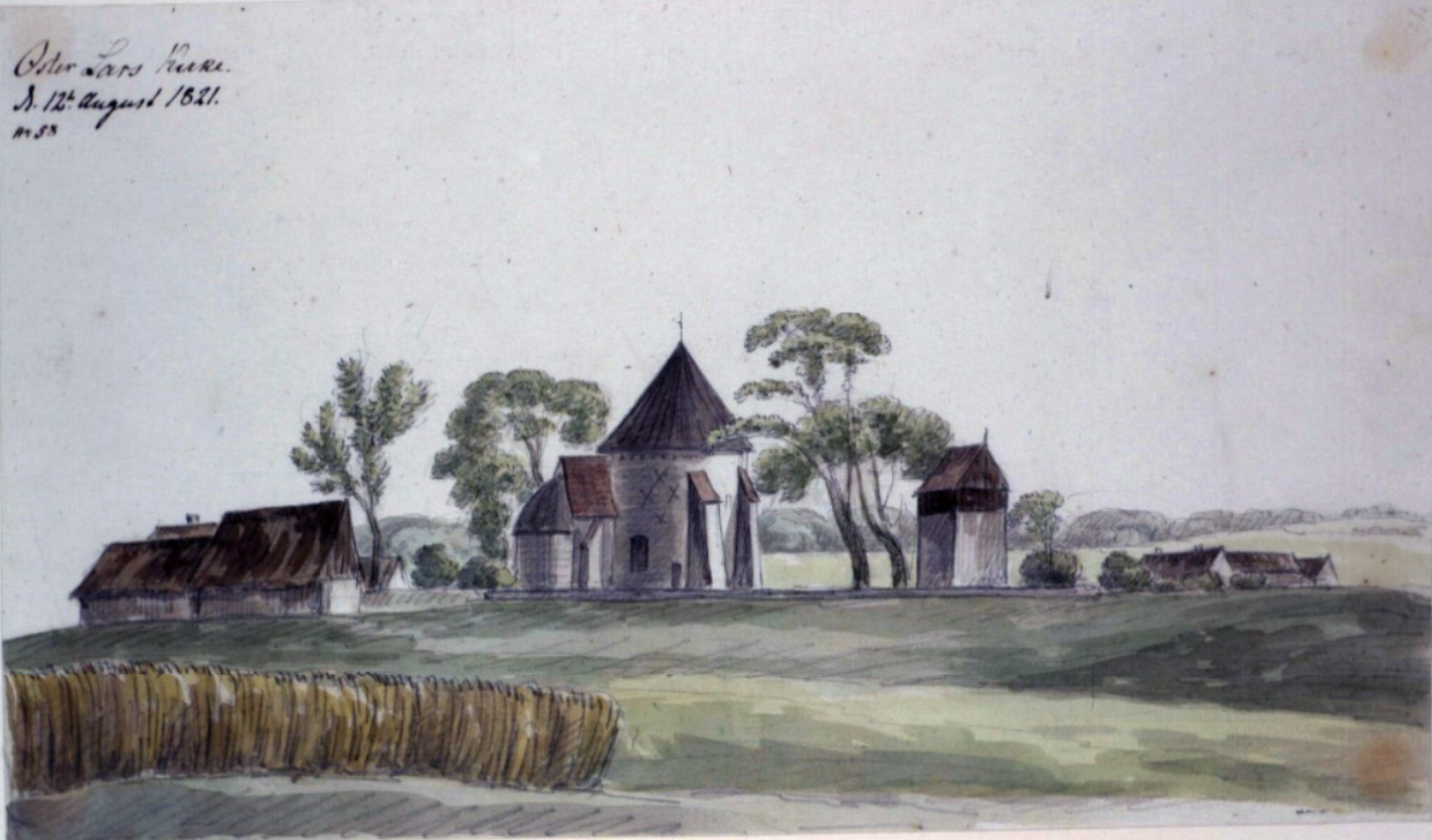
Ole Jørgen Rawert: Iglesia de Østerlars, 12 de agosto de 1821

La Iglesia de Østerlars (Østerlars kirke) es un edificio histórico ubicado justo al norte del pueblo de Østerlars, situado a unos 5 km al sur de Gudhjem, en la isla de Bornholm (Dinamarca). Es la más grande y, posiblemente, la más antigua de las cuatro iglesias redondas de la isla.

## Historia
Construida hacia 1160, consta de ábside, presbiterio ovalado, una gran nave circular y tres plantas. Hay evidencia de que la iglesia alguna vez fue fortificada, cuando el suelo superior sirvió como una galería de tiro abierta.
La iglesia está dedicada a Lorenzo de Roma (latín: Laurentius, danés: Lars). El edificio es una de las iglesias románicas más antiguas de Dinamarca. Sobre la base de monedas fechadas en 1157 encontradas en el suelo, la fecha de construcción probablemente fue alrededor de 1160.
La pared de cantos sin tallar se asienta sobre cimientos de piedra caliza de Bornholm. El ábside de doble arco tiene similitudes con el de la Catedral de Lund. La nave redonda tiene un diámetro exterior de 16 metros. En su centro se localiza una gran columna redonda hueca, de seis metros de ancho. Una abertura conduce a una pequeña habitación, conocida como el horno, situada dentro de la columna.
Originalmente había pequeñas ventanas románicas pero fueron ampliadas después de la reforma. Durante el siglo XVI, se agregaron varios contrafuertes para soportar la pared exterior. El techo cónico se construyó en el siglo XVII, y el porche es de 1870.
El campanario se encuentra separado de la iglesia por el cementerio; la torre era la entrada original, que defendía la puerta. Dos piedras rúnicas se sitúan en el entorno, una dentro del porche (c. 1100) y la otra fuera (c. 1070).

## Decoración y mobiliario

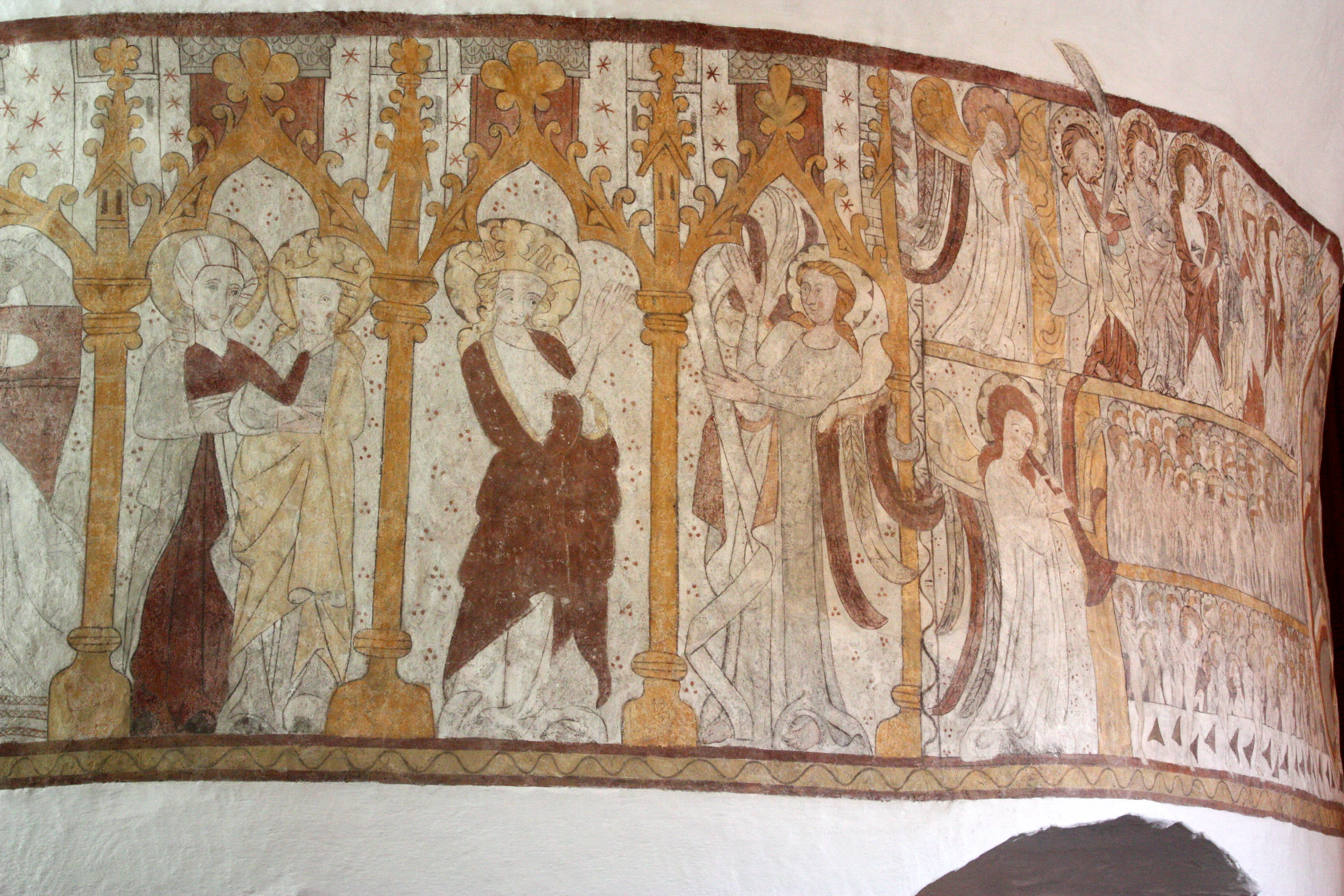
Frescos

La columna central de la iglesia está decorada con frescos o kalkmalerier de 1350, que muestran escenas bíblicas desde la Anunciación hasta la Pasión, terminando con el Día del Juicio, donde Jesús juzga a la humanidad. Muchas de las figuras desnudas son enviadas al infierno, simbolizadas por un enorme dragón. Probablemente fueron pintados unos 140 años después de la construcción de la iglesia.
Los frescos, que habían estado ocultos con cal desde la Reforma, fueron redescubiertos en 1882. Primero fueron restaurados por Jacob Kornerup en 1889, luego en 1960 por G.M. Lind. En 2005, el Museo Nacional de Dinamarca llevó a cabo más trabajos de restauración.
El púlpito es de 1595, y el retablo tallado es de c. 1600.

## Iglesias redondas de Bornholm
Bornholm es conocida por sus cuatro iglesias redondas construidas en los siglos XII y XIII. Las otras iglesias redondas en Bornholm son la Nyker, Nylars y Olsker. Todos son edificios arquitectónicamente impresionantes, con una serie de características comunes.

## Galería

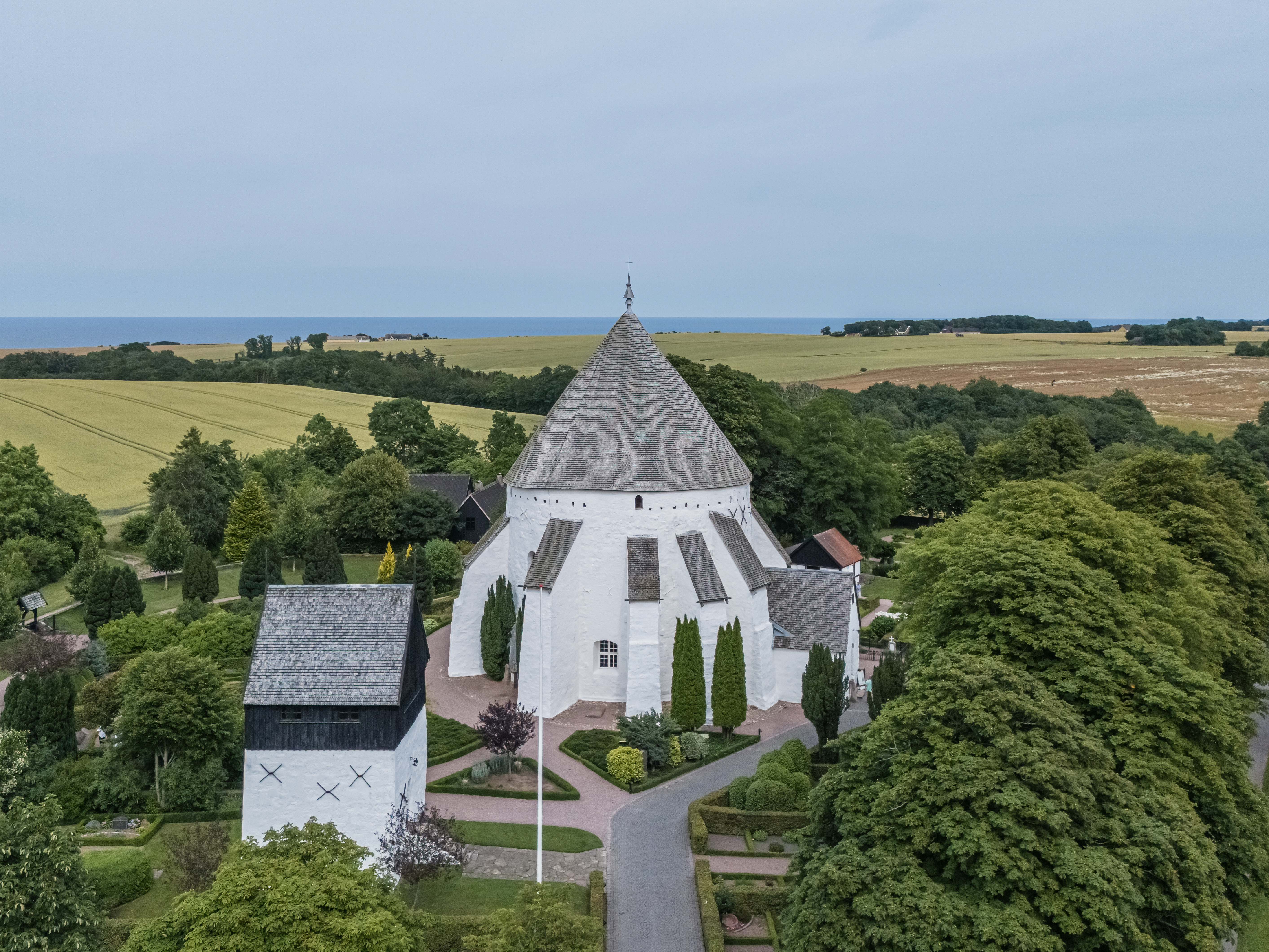
Torre exenta
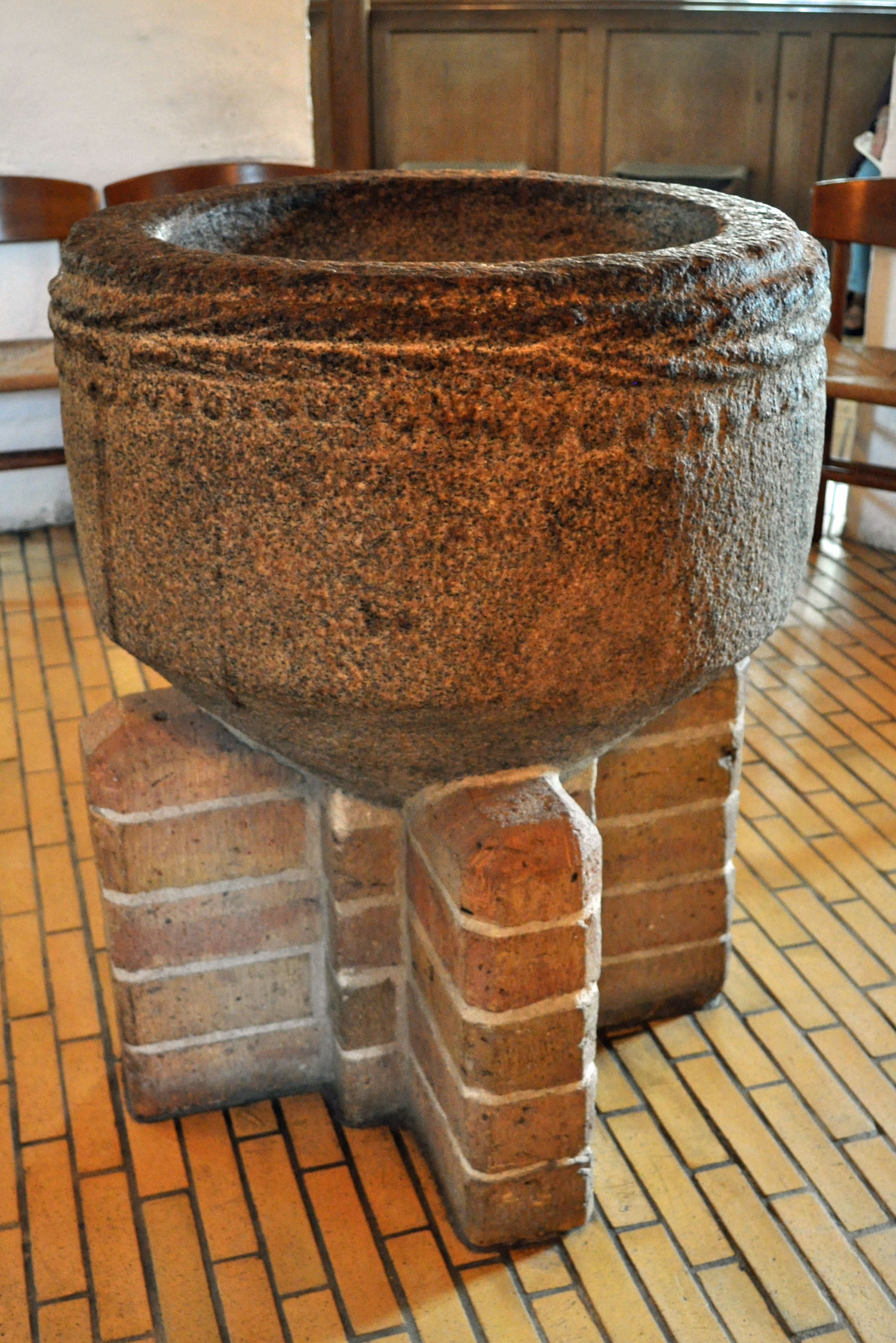
Baptisterio
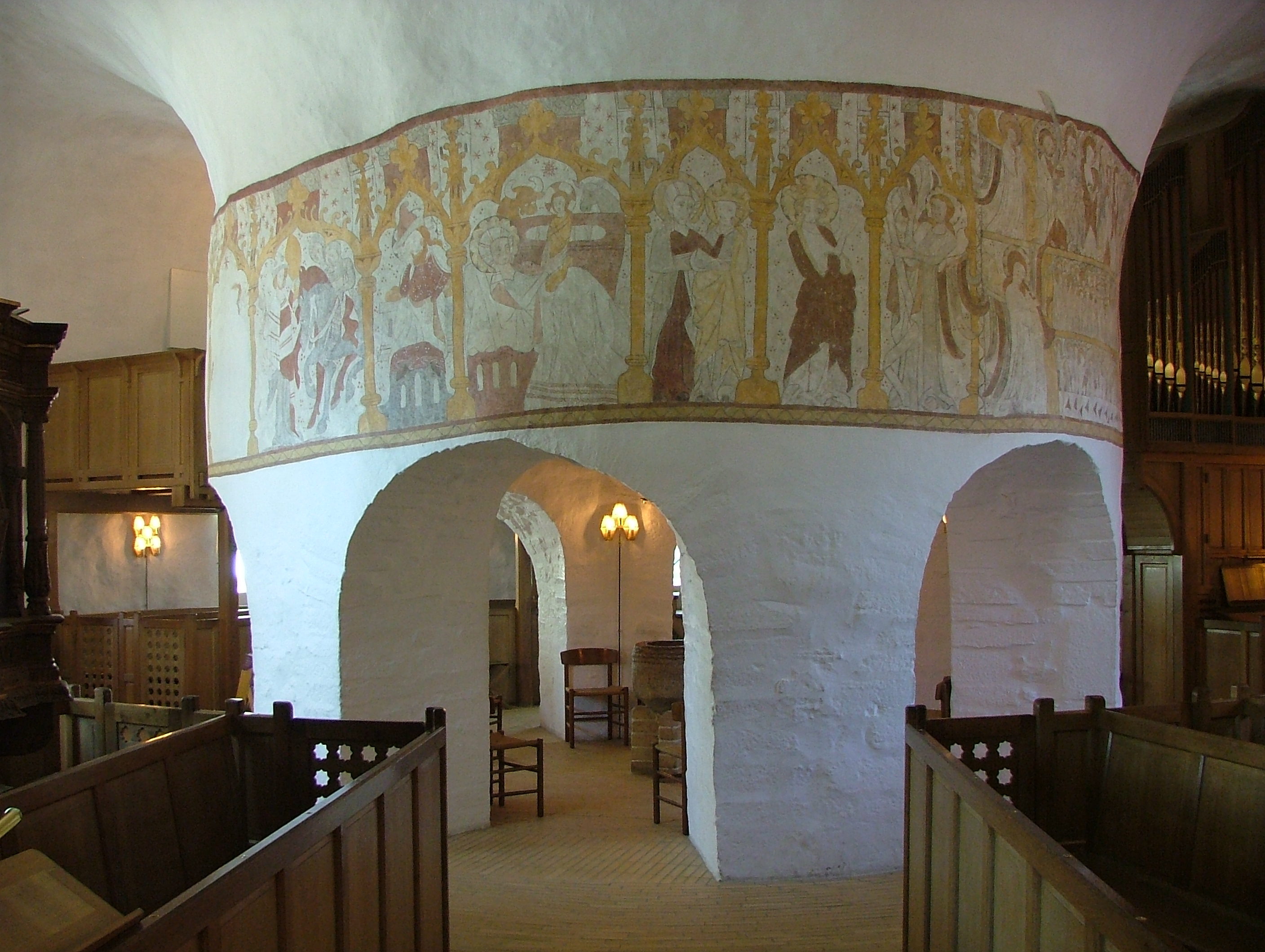
Columna central con frescos